# Arboleas
Arboleas és una localitat de la província d'Almeria, Andalusia. L'any 2006 tenia 1.234 habitants. La seva extensió superficial és de 65 km² i té una densitat de 52,3 hab/km². Les seves coordenades geogràfiques són 37° 21′ N, 2° 04′ O. Està situada a una altitud de 278 metres i a 120 kilòmetres de la capital de la província, Almeria.

## Pedanies i Barris
- Arroyo Aceituno
  - La Boca del Arroyo
  - Los Peraltas
  - Los Carrascos
  - Los Garcías
  - Los Vicentas
  - El Chopo
  - Los Requenas
  - Los Cojos
  - Los Gilabertes
  - Los Torres
  - Los Huevanillas
  - La Boca de la Rambla
  - Los Blesas
  - Los Colorados
  - Los Lázaros
  - Los Garranchos
  - Los Cerrillos
- El Prado
- Los Castos
- La Casa Blanca
- El Rincón
- La Cinta
- Perla
- El Apeadero
- Limaria
- Los Higuerales
- El Campillo
- Los Llanos
- Venta Mateo

## Demografia
| 1996  | 1998  | 1999  | 2000  | 2001  | 2002  | 2003  | 2004  | 2005  | 2006  |
| ----- | ----- | ----- | ----- | ----- | ----- | ----- | ----- | ----- | ----- |
| 1.550 | 1.540 | 1.540 | 1.540 | 1.615 | 1.782 | 2.000 | 2.310 | 2.819 | 3.402 |